# Svartnäbbad tyrann
Svartnäbbad tyrann (Aphanotriccus audax) är en fågel i familjen tyranner inom ordningen tättingar.

## Utbredning och systematik
Fågeln förekommer i tropiska östra Panama och norra Colombia. Den behandlas som monotypisk, det vill säga att den inte delas in i några underarter.

## Status
IUCN kategoriserar arten som nära hotad.